# Iwan Pechvogel
Iwan Pechvogel ist ein Volksmärchen (AaTh 910 B + 677), das in Belarus, Russland und Finnland bekannt ist. Der westeuropäische Novellenmärchentyp AaTh 910 und der osteuropäische Zaubermärchentyp AaTh 677 sind fast identische Märchentypen, wobei Letzterer mehr märchenhafte Züge aufweist, wie etwa die Reise zum Meeresgrund.

## Handlung
Ein reicher Kaufmann stirbt und beerbt zwei seiner Söhne mit seinem Vermögen. Dem dritten jedoch, der Iwan Pechvogel genannt wird, hinterlässt er nichts, woraufhin dieser in die Welt zieht. Dem Zufall geschuldet, erblickt ihn eine Zarentochter, die den Schönen alsgleich heiratet, ohne ihm von ihrer Herkunft zu berichten. Später gibt sie ihm einige Rubel, mit denen sie ihn losschickt, um Goldfäden zum Sticken zu kaufen, und nachdem dies getan ist, fertigt sie ein Tuch an, das er in der Stadt verkaufen soll. Iwan Pechvogel bekommt dort die Wahl, ob er Geld oder gute Worte dafür haben will, entscheidet sich aber für das Letztere, worüber seine Frau traurig wird. Zwei weitere Male versucht sie es noch mit ihm, da er aber nie Geld mit nach Hause bringt, meint sie zu ihm, er solle sich Arbeit suchen.
Sodann heuert Iwan bei Kaufleuten an, die ins Ausland fahren wollen, wo sie 16 Jahre lang bleiben und dann mit sieben Schiffen zurückkehren. Auf dem Rückweg geraten sie jedoch in ein Unglück, dem nur entgangen werden kann, wenn ein Mensch ins Meer geworfen wird, woraufhin Iwan, dem dafür eins der Schiffe angeboten wird, sich dazu überreden lässt, der Auserwählte zu sein. So kam Iwan Pechvogel in die Unterwelt, zum Zaren des Meeres und dessen Gemahlin, denen er einen Streit schlichtet, bei dem geklärt werden muss, ob Gold, Silber und Edelsteine oder Eisen und Stahl das Wertvollste auf der Welt sind. Iwan urteilt, dass für die Edlen das eine und für die Bauern das andere das teuerste sei, bekommt zum Dank eine Kiste mit Brillanten und es wird ihm zurück an die Oberfläche verholfen.
Dort angekommen besteigt er nun sein neues, noch vor Anker liegendes Schiff, mit dem er den Kaufleuten nachfährt, und als er sie einholt, fahren sie gemeinsam weiter, bis sie ein fremdes Königreich erreichen. Nacheinander werden die Kaufleute und Iwan dort von dem König, der Königin und der Königstochter eingeladen, denen die Kaufleute schöne Waren als Geschenke mitbringen. Iwan jedoch übergibt den Gastgebern immer nur heimlich die allerschönsten Brillanten aus seiner Kiste, wofür er königlich bewirtet wird, was die Missgunst der Kaufleute erregt. Diese beschweren sich darüber, dass ihnen keine größere Ehre als dem vermeintlich mittellosen Iwan zuteilwird, also treffen sie und Iwan vor dem König die Vereinbarung, dass demjenigen, der die weniger wertvollen Waren vorzeigt, der Kopf abgeschlagen wird. Den Brillanten aus dem Meer haben die Kaufleute aber nichts entgegenzusetzen, also flehten sie Iwan an, ihr Leben zu schonen, und geben ihm dafür auch ihre sechs übrigen Schiffe.
In der Heimatstadt angekommen, sucht Iwan sogleich seine Frau auf, die er jedoch mit zwei Jünglingen im Bett vorfindet. Zornig greift er nach seinem Säbel, doch da erinnert er sich an die guten Worte, die er bekam, als er das dritte Tuch dafür gab, nämlich zu überlegen, bevor er zuzuschlagen gedenkt. Er weckt also seine Frau, die ihm mitteilt, dass sie schwanger war, als er ins Ausland ging, und die beiden Jünglinge seine Söhne sind. Iwan bringt ihr daraufhin das große Vermögen, das er durch seine Reise erhielt, woraufhin ihm seine Frau gesteht, dass sie eine Zarentochter ist, und ihm sagt, er müsse ihren Vater nun um Verzeihung bitten. Auf ihren Rat hin veranstalten sie ein festliches Mahl, zu dem nicht nur der Zar, sondern auch Könige und Fürsten geladen sind, und währenddessen tritt Iwan vor den Zaren und spricht „Verzeiht, Zar!“. Dieser sieht in Iwan keinen Schuldigen, doch als Iwan die Worte wiederholt und die anderen Gäste den Zaren dazu ermuntern, Iwans Bitte nachzukommen, verzeiht der Zar ihm, woraufhin Iwans Frau, die Tochter des Zaren, hinzutritt und Iwan sie als seine Gemahlin vorstellt. Der Zar freut sich über die Klugheit seines Schwiegersohns und so leben sie in Reichtum beisammen.

## Hintergrund
Das Märchen stammt aus W. N. Dobrovolskis Werk Smolensker ethnographische Sammlung (Band 1, Petersburg 1891, S. 538–540, Nr. 21) und wurde in den 70er- bis 80er-Jahren des 19. Jahrhunderts im westlichen Teil des Gouvernements Smolensk aufgezeichnet. Die einzige weitere belorussische Variante des Märchens ist in genanntem Werk abgedruckt (S. 540–547, Nr. 22). Russische Varianten finden sich unter Afanassjew (Nr. 332, 333) und N. E. Ontschukow (Nr. 85).
In N. E. Ontschukows Variante aus dem Werk Severnye skazki (Petersburg 1909, S. 53–56, Nr. 12) gibt der Zar Iwan Pechvogel seine Tochter aus Zorn über diese zur Frau. Zudem werden die drei Ratschläge vollständig genannt. Zum Ersten heißt es „Ohne Gottes Willen geht kein Haar von deinem Haupte verloren“, woraus Iwan Mut schöpft und ins Meer springt. Des Weiteren heißt es: „Wirst du erhöht, so erniedrige dich nicht“, woraufhin Iwan gerecht zwischen dem Meereszaren und seiner Gattin urteilt. Der dritte Rat „Hol aus, aber schlag nicht zu“ hält ihn davon ab seine Familie umzubringen.
In Belorussische Volksmärchen von L. G. Barag wird vermerkt, dass das Motiv vom Mann, der die Stickereien seiner Frau für drei gute Ratschläge hergibt und dadurch sein Glück macht, in einer seiner ältesten Varianten, in der Geschichte von Ali Schah und Sumurud aus Tausendundeine Nacht vorkommt. Über Märchen, die von Unterwasser-Königreichen handeln (AaTh 677), wird geschrieben, dass sie sich nur in ostslawischen, estnischen und finnischen Aufzeichnungen finden. Der hiesige Handlungsstrang darüber erinnere an die Byline über Sadko. Die Sammlungen des Folklore-Archivs der Finnischen Literaturgesellschaft in Helsinki enthalten 49 Aufzeichnungen des Märchens, die allesamt aus den östlichen Gebieten Finnlands stammen. Eine 1886 aufgezeichnete Version aus Ilomantsi des Erzählers Juho Puhakka erhielt im Deutschen den Titel Der Pechvogel.
Das Motiv der drei Ratschläge wurde für Märchen in ganz Europa verwendet.